# Parbaju Julu
Parbaju Julu is een bestuurslaag in het regentschap Tapanuli Utara van de provincie Noord-Sumatra, Indonesië. Parbaju Julu telt 974 inwoners (volkstelling 2010).